# Lasioglossum bruneriellum
Lasioglossum bruneriellum är en biart som först beskrevs av Cockerell 1918.  Lasioglossum bruneriellum ingår i släktet smalbin, och familjen vägbin. Inga underarter finns listade i Catalogue of Life.